# Serguéievka (Smolensk)
|  | Per a altres significats, vegeu «Serguéievka». |

Serguéievka - Сергеевка (rus) - és un poble de l'óblast de Smolensk, a Rússia, que el 2007 tenia 5 habitants.